# Kanton Belfort-1
Der Kanton Belfort-1 ist ein französischer Wahlkreis im Département Territoire de Belfort und in der Region Bourgogne-Franche-Comté.
Der Kanton besteht aus einem Teil der Stadt Belfort und hat 15.446 Einwohner (Stand: 1. Januar 2022):